# Tugela (rivier)

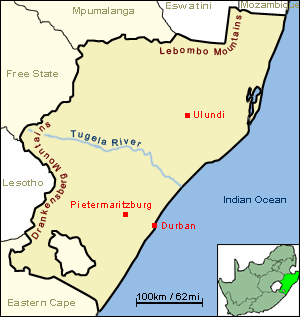
Ligging

De Tugela (Engels: Tugela River) is de grootste rivier van de provincie KwaZoeloe-Natal in Zuid-Afrika. De rivier begint in de Drakensbergen bij de Mont-Aux-Sources en valt naar beneden via de Tugela Falls, de hoogste waterval van Afrika. Vanuit de Drakensbergen stroomt de rivier 520 kilometer door KwaZoeloe-Natal om uit te monden in de Indische Oceaan. Het water dat via deze rivier door het land stroomt is belangrijk voor de land- en bosbouw in de aangrenzende omgeving.
Een bekende zijrivier langs de linkeroever van de Tugela is de Buffelsrivier
- Gemeinsame Normdatei: 4645738-0
- Library of Congress Control Number: sh93006542
- Nationale Bibliotheek van Israël: 987007539412705171
- Virtual International Authority File: 246967510